# زوغلي
زوغلي؛ هي بلدية في مدينة جنوة الكبرى في إقليم ليغوريا الإيطالي ، وتقع على بعد حوالي 30 كيلومتر (19 ميل) مدينة جنوة، جنوب شرق جنوة، وتعد زوغلي وجهة شهيرة خلال جميع فصول السنة للسياح من جميع أنحاء العالم. تقع في قسم خليج تيغوليو في الريفييرا الإيطالية، بين كيافاري ورابالو.
تشتهر البلدية أيضًا بأقمشة الحرير التي تصدرها إلى جميع أنحاء العالم ومسارات المنحدرات (مسارات الكروز والبغال) التي تمتد على طول البحر الأبيض المتوسط وتربط زوغلي بالقرى المجاورة: سان بييترو دي روفيريتو، وسان بانتاليو، وسيموريلي، وسانت أمبروز، وسانت مارتن. يبلغ ارتفاع تمثال برونزي يسمى مادونا ديل ماري 2.7 متر (9 قدم) تحت الماء أمام الكورنيش تكريمًا لحدث الغوص الذي يقام كل عام.

## تاريخ
من المرجح أن قبيلة تيغولي الليغورية هي التي أسست مدينة زوغلي. في العصر الروماني، ظهرت كمركز على طريق أوريليا في خريطة بيوتينجر.
في العصور الوسطى كانت إقطاعية لعائلة فيسكي من لافانيا، وأصبحت ملكًا لجمهورية جنوة في القرن الثالث عشر. في عام 1608 كانت جزءًا من كابيتانياتو رابالو. وفي عام 1815 تم ضمها مع جنوة إلى مملكة سردينيا ، وفقًا لتاريخها.
في 27 ديسمبر 1943 تعرضت قرية زوغلي لقصف مفاجئ من قبل سلاح الجو الملكي البريطاني، مما أدى إلى تدميرها بالكامل تقريبًا وسقوط العديد من الضحايا بين سكانها. ويبدو أن هدف القصف كان جسر السكة الحديدية، لكن السكة الحديدية كانت معطلة تماما لأنها دمرت سابقا في عدة نقاط في أماكن أخرى.
لقد ارتبط العديد من المؤلفين البارزين بهذا الموقع. ومن بينهم الفيلسوف الألماني فريدريك نيتشه  والشاعر الأمريكي عزرا باوند.

## روابط خارجية
- الموقع الرسمي